# CETA

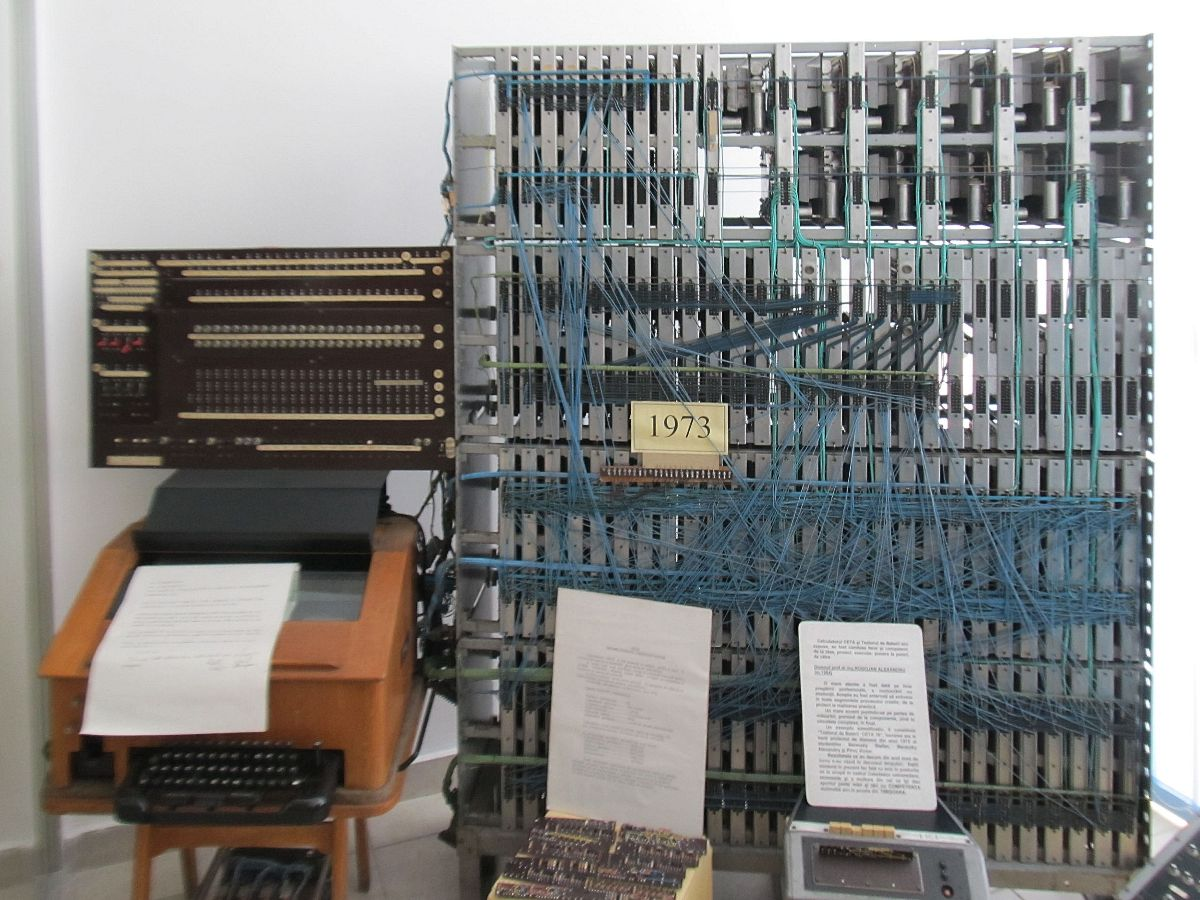
Calculatorul CETA la muzeul Facultății de Automatică și Calculatoare a UPT

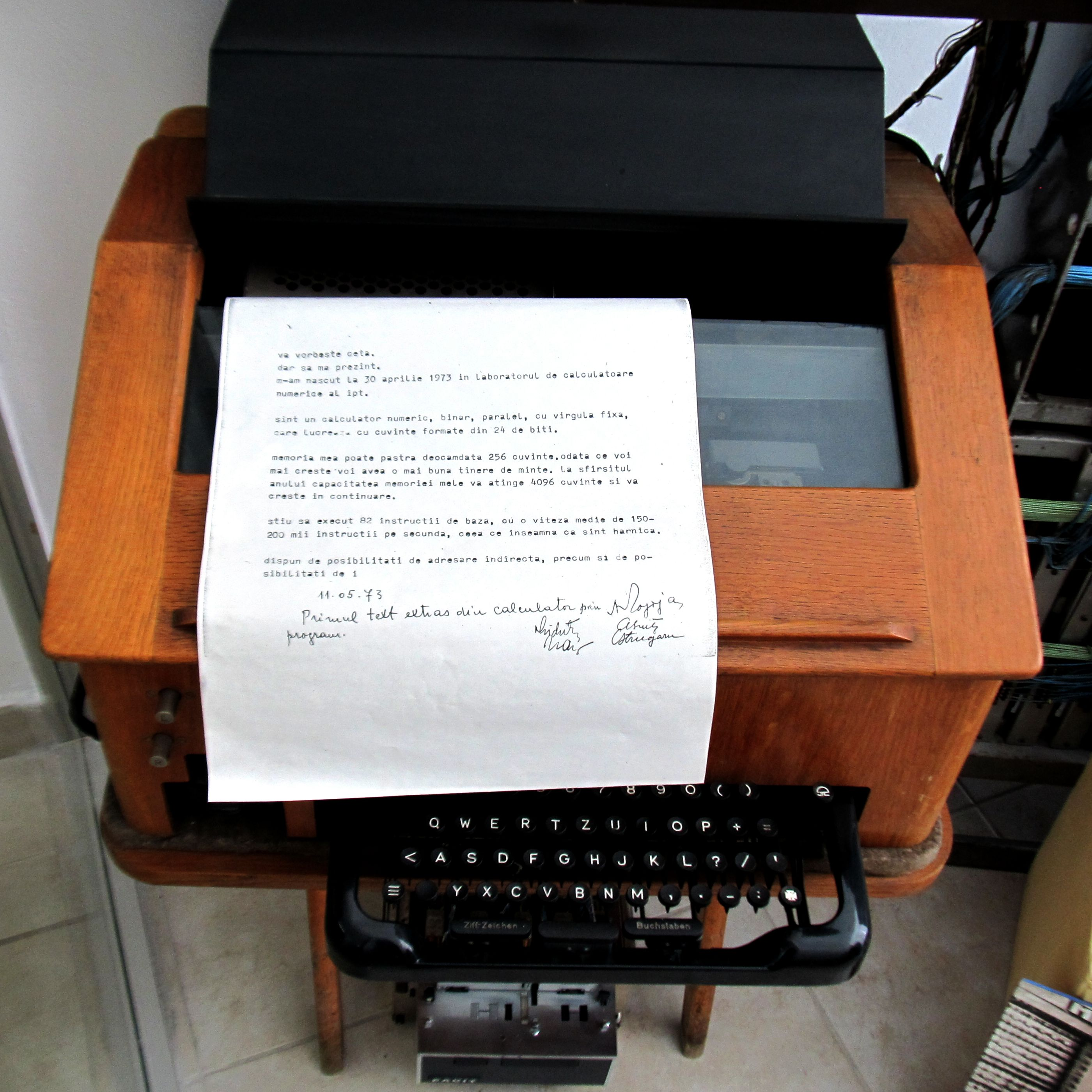
Consola CETA cu primul text generat prin program

CETA este un calculator românesc din generația a II-a, cu tranzistori, realizat în 1972 de către prof.
Alexandru Rogojan la Institutul Politehnic din Timișoara.
A fost inspirat de calculatorul PDP-8 (en).